# Herr Gott, dich loben alle wir

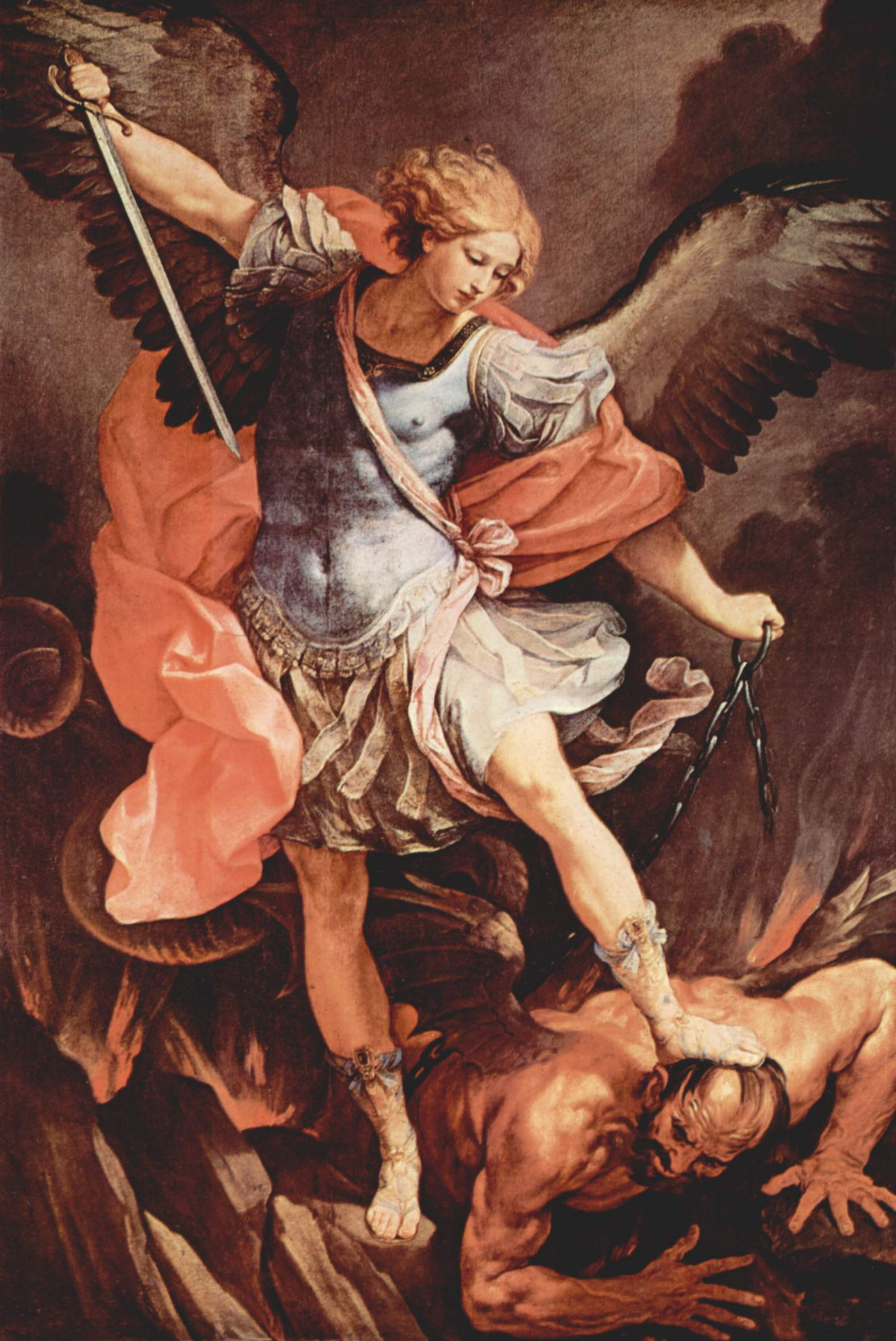
Michel, l'archange, par Guido Reni, Église Santa Maria della Concezione dei Cappuccini, Rome, 1636

Herr Gott, dich loben alle wir (Seigneur Dieu, tous nous te louons) (BWV 130) est une cantate religieuse de Johann Sebastian Bach composée à Leipzig en 1724 pour la fête de l'archange Michel.

## Histoire et livret
Bach compose la cantate durant la deuxième année à Leipzig à l'occasion de la fête de Michel l'archange,. Pour cette destination liturgique, trois autres cantates ont franchi le seuil de la postérité : les BWV 19, 50 et 149. Cette année-là, Bach compose un cycle de cantates chorales, commencé le premier dimanche après la fête de la Sainte Trinité de 1724. La fête célèbre l'archange Michel et tous les anges le 29 septembre de chaque année. À Leipzig, ce jour coïncide avec une foire commerciale.
Les lectures prescrites pour ce jour sont issues de l'Apocalypse, le combat de Michel contre le dragon (chapitre 12:7–12), et de l'évangile selon Matthieu, les cieux appartiennent aux enfants, les anges voient le visage de Dieu (chapitre 18:1–11). La cantate est basée sur un chant en douze strophes de Paul Eber (1554), une paraphrase du Dicimus grates tibi en latin de Philippe Mélanchthon,. Chaque strophe comporte quatre vers. La mélodie est d'abord imprimée dans le psautier de Genève en 1551. Attribuée à Loys Bourgeois, elle est connue comme le fameux air de « Vous tous qui la Terre habitez », très populaire dans le monde anglo-saxon sous le titre « Praise God from whom all blessings flow » ou « Old 100th ».
Le cantique, associé aux lectures que de façon assez lointaine, se concentre sur l'idée que les Chrétiens sont pêcheurs et méritent une punition mais qu'ils peuvent aussi s'élever à la joie en une seliger Tod (« mort bénie »). Un poète inconnu conserve les première et dernière deux strophes comme 1re, 5e et 6e mouvements de la cantate. Il reprend pour le 2e mouvement, un récitatif, les 2e et 3e strophes, pour le 3e mouvement, une aria, les 4e, 5e et 6e strophes, pour le 4e mouvement, un récitatif, les 7e, 8e et 9e strophes et pour le 5e mouvement, une aria, la 10e strophe. Le thème du chant, de louange et de remerciement pour la création des anges, n'a qu'un lointain rapport avec les lectures. Dans le 3e mouvement, une association peut être établie  avec le combat de Michel à partir de l'évocation de Satan comme le alter Drachen (« vieux dragon »). Le 4e mouvement montre des exemples de protection de la part des anges dans la Bible, de Daniel (chapitre 6:23), et des trois hommes dans la fournaise (chapitre 3). la prière de protection de la part des anges, comme Elijah emporté au ciel (Livre des rois, chapitre 2:11), continue le texte qui se conclut par une louange générale, des remerciements et une demande de protection future.
Bach inaugure la cantate le vendredi 29 septembre 1724.

## Structure et instrumentation
La cantate est écrite pour trois trompettes, timbales, flûte traversière, trois hautbois, deux violons, alto, basse continue, quatre solistes vocaux (soprano, alto, ténor, basse) et chœur à quatre voix.
Il y a sept mouvements :
1. chœur : Herr Gott, dich loben alle wir
2. récitatif (alto) : Ihr heller Glanz und hohe Weisheit zeigt
3. aria (basse) : Der alte Drache brennt vor Neid
4. récitatif (soprano, ténor): Wohl aber uns, daß Tag und Nacht die Schar der Engel wacht
5. aria (ténor) : Laß, o Fürst der Cherubinen
6. chœur : Darum wir billig loben dich
7. chœur : Und bitten dich: wollst allezeit

## Musique
Dans le choral d'ouverture, Bach illustre le chant des anges en différents chœurs en assignant différents thèmes aux cordes, aux hautbois et aux trompettes, dans une riche notation typique seulement des occasions les plus festives de l'année liturgique telle que Noël. Mincham compare le mouvement aux 15 mouvements d'ouverture qui le précèdent dans le second cycle annuel : « c'est le chœur le plus richement marqué jusqu'à présent et certainement celui au caractère le plus ouvertement festif ».
Dans le 3e mouvement, les trompettes et les timbales accompagnent la voix de basse dans une description de la bataille contre Satan. Un doux duo de soprano et ténor rappelle comment les anges gardiens ont sauvé Daniel dans la fosse aux lions et les trois hommes dans la fournaise. John Eliot Gardiner compare la ligne de flûte dans une gavotte pour ténor à « peut-être la légèreté de transport angélique sur le char d'Élie ». Le choral de clôture est de nouveau rehaussé par « les trompettes angéliques ».

## Source
- (nn) Cet article est partiellement ou en totalité issu de l’article de Wikipédia en nynorsk intitulé « Herr Gott, dich loben alle wir » (voir la liste des auteurs).